# 三重県道755号老ヶ野古田青山線
三重県道755号老ヶ野古田青山線（みえけんどう755ごう おいがのふるたあおやません）は、三重県津市美杉町八知字老ケ野から三重県伊賀市伊勢路字青山に至る一般県道である。

## 概要
伊賀と伊勢の旧国境界に当たる青山高原の南部稜線に沿う県道。全区間舗装はされているが、荒れた路面が多く、狭隘区間も多い（ただし、青山峠から津市白山町伊勢見の青山高原保健休養地までの区間は別荘分譲地へのアクセス路となるため、比較的整備されており、幅員も片道1車線分が確保されている）。
人家のない山中を走るため、全般に交通量が少ない。

### 路線データ
- 陸上距離：28,617m
- 起点：三重県津市美杉町八知字老ヶ野（三重県道667号太郎生伊勢八知停車場線交点）
- 終点：三重県伊賀市伊勢路字青山（三重県道512号青山高原公園線交点）

## 重複区間
- 三重県道667号太郎生伊勢八知停車場線（三重県津市美杉町八知字老ヶ野 - 三重県津市美杉町八知字大洞）
- 三重県道29号松阪青山線（三重県伊賀市霧生 - 三重県津市白山町福田山）
- 三重県道670号城立青山線（三重県津市白山町大原 - 三重県伊賀市諸木）

## 地理
- 津市と伊賀市の市境で桜峠と布引峠を通過する。
- 沿線にはスカイランドおおぼら、東海自然歩道、メナードカントリークラブ青山コース、メナード青山リゾート、航空自衛隊白山分屯基地、青山高原保健休養地が点在する。

### 通過する自治体
- 三重県
  - 津市 - 伊賀市

### 交差している道路
- 三重県道667号太郎生伊勢八知停車場線
- 三重県道39号青山美杉線
- 三重県道29号松阪青山線
- 三重県道670号城立青山線
- 三重県道512号青山高原公園線